# Гледич, Эллен
Эллен Гледич (норв. Ellen Gleditsch; 29 декабря 1879, Мандал — 5 июня 1968, Осло) — норвежский радиохимик. Начав работу в области радиохимии под руководством Марии Кюри, стала первым в Норвегии преподавателем химии и почётным доктором ряда университетов.

## Биография
Эллен Гледич родилась в Мандале (Норвегия) в 1879 году. Она была старшей из десятерых детей Карла Кристиана Гледича и Петры Биргитты Хансен. Предки семьи Гледич прибыли в Норвегию из Югославии за столетие до рождения Эллен.
Окончив школу в 1897 году, Эллен работала помощницей фармацевта. В 1902 году она сдала экзамены по фармакологии и переехала в Кристианию (ныне Осло), чтобы учиться там в университете. Год спустя она стала ассистенткой в химической лаборатории университета. Сдав в 1905 году вступительные экзамены, в 1906 году она получила место секретаря.
В 1906—1907 году она также работала ассистенткой химика Эйвинда Бёдткера и рассказала ему о своей мечте учиться в Париже у Марии Кюри. Бёдткеру удалось убедить Кюри взять Эллен Гледич в качестве ассистентки, и в сентябре 1907 года она присоединилась к исследовательской группе Марии Кюри в Сорбонне. Сотрудничество Кюри и Гледич продолжалось пять лет, после чего они на всю жизнь остались близкими подругами. В 1912 году Гледич получила диплом лиценциата в Сорбонне. В 1913—1914 годах она, благодаря полученной стипендии, работала в США с радиохимиком Бертрамом Болтвудом в Йельском университете. В 1914 году Колледж Смит присвоил Гледич звание почётного доктора.
В 1916 году Эллен Гледич получила место доцента в Университете Кристиании, став в 1929 году второй в Норвегии женщиной — университетским преподавателем (после Кристины Бонневи) и первой женщиной — преподавателем химии. Возглавив кафедру неорганической химии, она оставалась на этой должности вплоть до выхода на пенсию в 1946 году. В 1920 году её достижения были отмечены Премией Нансена. На протяжении последующих лет Гледич также преподавала в университетах Страсбурга, Будапешта, Софии, Бухареста, Глазго и в ряде университетов США. В 1946 году Эллен Гледич получила норвежский Орден Святого Олафа первой степени. В 1946 году она стала почётным доктором Страсбургского университета, в 1962 году — Сорбонны. По её инициативе состоялась первая закупка радия Норвегией, что впоследствии привело к созданию Института радия (Kristiania Radiumsinstitutt, ныне Norske Radiumhospital).
С 1926 по 1929 год Эллен Гледич была президентом Международной федерации женщин с университетским образование (International Federation of University Women), а с 1937 по 1939 год — вице-президентом Норвежской ассоциации за женские права (Norsk kvinnesaksforening). Во время Второй мировой войны она содействовала норвежскому движению Сопротивления, а в послевоенное время была членом комитета ЮНЕСКО по международному контролю нераспространения ядерного оружия. Эллен Гледич — автор около 150 опубликованных работ, включая книги по химии, истории химии и радиоактивности.
Эллен Гледич умерла в Осло 5 июня 1968 года в возрасте 88 лет. Похоронена на Западном кладбище Осло.